# Song Fatang
Song Fatang (chinesisch 宋法棠; * Dezember 1940 in Tancheng, Shandong) ist ein ehemaliger chinesischer Politiker der Kommunistischen Partei Chinas (KPCh), der unter anderem zwischen 2000 und 2003 Gouverneur von Heilongjiang sowie von 2003 bis 2004 Sekretär des Parteikomitees der Provinz Heilongjiang war.

## Leben
Song Fatang trat 1961 als Mitglied der Kommunistischen Partei Chinas (KPCh) bei und begann daraufhin ein Studium an der Fakultät für chinesische Sprachen an der Pädagogischen Hochschule Qufu, welches er 1964 beendete. Im Anschluss war er zwischen 1964 und 1967 als Kader im Aufsichtsausschuss des Parteikomitees der Provinz Shandong tätig sowie während der Kulturrevolution von 1967 bis 1974 als Sekretär der Organisationsabteilung des Revolutionskomitees dieser Provinz. Danach folgte zwischen 1973 und 1979 eine Verwendung als stellvertretender Chef der Sektion Nr. 2 der Organisationsabteilung des Parteikomitees der Provinz Shandong sowie von 1979 bis 1984 als stellvertretender Sekretär des Parteikomitees der bezirksfreien Stadt Tai’an, ehe er daraufhin zwischen 1984 und 1985 Sekretär des Parteikomitees dieser bezirksfreien Stadt war. 1985 wurde er als Nachfolger von Ma Zhongchen Bürgermeister der bezirksfreien Stadt Tai’an und bekleidete diese Funktion bis zu seiner Ablösung durch Wang Jiangong 1986. Daraufhin fungierte er zwischen 1986 und 1989 als Sekretär des Parteikomitees dieser bezirksfreien Stadt.
1989 übernahm Song den Posten als Vize-Gouverneur der Provinz Shandong und übte diesen bis 2000 aus. Er absolvierte in dieser Zeit 1989 ein Studium an der Zentralen Parteihochschule der Kommunistischen Partei Chinas. Er war zwischen 1993 und 1994 auch Mitglied des Ständigen Ausschusses des Parteikomitees der Provinz Shandong sowie von 1994 bis 1999 zudem stellvertretender Sekretär des Parteikomitees dieser Provinz. Auf dem XV. Parteitag der Kommunistischen Partei Chinas (12. bis 19. September 1997) wurde er Kandidat des Zentralkomitees der Kommunistischen Partei Chinas (ZK der KPCh). 1997 absolvierte er ein weiteres Studium an der Zentralen Parteihochschule der KPCh. Er war des Weiteren in der neunten Legislaturperiode von 1998 bis 2003 Deputierter des Nationalen Volkskongresses.
1999 wechselte Song Fatang in die Provinz Heilongjiang und war dort zunächst bis 2003 stellvertretender Sekretär des Parteikomitees sowie Mitglied des Ständigen Ausschusses des Parteikomitees dieser Provinz. Er war zugleich von 1999 bis 2000 Vize-Gouverneur der Provinz und war als solcher vom 8. Januar bis Februar 2000 kommissarischer Gouverneur, ehe er als Nachfolger von Tian Fengshan schließlich im Februar 2000 selbst Gouverneur von Heilongjiang wurde. Er hatte diesen Posten bis zum 12. April 2003 inne und wurde danach von Zhang Zuoji abgelöst. Auf dem XVI. Parteitag der KPCh (8. bis 14. November 2002) wurde er Mitglied des ZK der KPCh und verblieb in diesem Führungsgremium der Partei bis zum XVII. Parteitag (15. bis 21. Oktober 2007). Im März 2003 löste er Xu Youfang als Sekretär des Parteikomitees der Provinz Heilongjiang ab und hatte diese Funktion bis zu seiner Ablösung durch Qian Yunlu im Dezember 2005 inne. Er war des Weiteren zwischen 2003 und 2007 Vorsitzender des Ständigen Ausschusses des Volkskongresses der Provinz Heilongjiang.